# Joseph Ignaz Schnabel
Joseph Ignaz Schnabel (Naumburg am Queis avui Nowogrodziec en polonès (nɔvɔgrɔʥɛʦ), Baixa Silèsia, 24 de maig de 1767 - Wrocław, 16 de juny de 1831) fou un compositor polonès de cultura alemanya.
Fill d'un cantor d'església, del seu pare rebé les primeres lliçons de música, però al principi exercí la professió de mestre d'escola, fins que el 1797 es dirigí a Wrocław i trobà una plaça de violinista en la col·legiata de Sant Vicenç i després d'organista a Santa Clara. Més tard entrà com a violí en l'orquestra del teatre, que dirigí en absències i malalties. Després fou mestre de capella de la Catedral (1805), director dels concert d'hivern, director de música eclesiàstica. Durant la seca carrera tingué diversos alumnes i entre ells en Pollack.
De les seves nombroses obres se'n publicaren:
- cinc misses,
- quatre graduals,
- dos ofertoris,
- antífones,
- himnes,
- vespres,
- quartets per a veus d'home,
- lieder,
- marxes militars i d'altres per a banda,
- un quintet per a instruments d'arc i guitarra.

Sent moltes les obres que li'n restaren inèdites.